# Fretilin
El Frente Revolucionario de Timor Oriental Independiente (FRETILIN, en portugués: Frente Revolucionária de Timor-Leste Independente) es un partido político de Timor Oriental. Anteriormente fue movimiento de resistencia que luchó por la independencia de Timor Oriental, primero de Portugal y luego de Indonesia, entre 1974 y 1998. Era originalmente la Asociación Social Democrática Timorense (en portugués, Associação Social Democrática Timorense). Luego de que Timor Oriental consiguiera su independencia de Indonesia, el FRETILIN se convirtió en uno de los muchos partidos que compiten por el poder en un sistema multipartidario. La organización es miembro observador de la Internacional Socialista.
A pesar de su candidatura en las elecciones de 2001, las primeras de Timor Oriental desde la independencia, el FRETILIN obtuvo la mayoría absoluta de votos y parlamentarios, consiguiendo el 57% de los votos, con otros nueve partidos y un candidato independiente repartiéndose los votos restantes. Se quedó con 55 bancas en una Asamblea de 88 bancas, no pudiendo conseguir así la mayoría de dos tercios que esperaba para comandar la elaboración de una constitución nacional. El resultado reflejó, según algunos, una creciente disparidad entre la retórica del FRETILIN de aliviar las dificultades y la pobreza que asola al país. Muchas personas piensan que el FRETILIN estaba íntimamente asociado al gobierno provisorio de las Naciones Unidas que falló en conseguir una mejora significativa en la calidad de vida de los timorenses.
El líder más destacado del FRETILIN es José Ramos-Horta, quien en diciembre de 1996 compartió el Premio Nobel de la Paz con su compatriota Carlos Felipe Ximenes Belo.

## Historia
Tras la Revolución de los Claveles en Portugal en abril de 1974, surgieron en el Timor portugués los primeros partidos políticos. Fueron posteriormente legalizados por el nuevo gobernador Mário Lemos Pires, para la disputa de las primeras elecciones libres, que formarían la Asamblea Constituyente de la colonia.
El 20 de mayo de 1974, Francisco Xavier do Amaral, Nicolau dos Reis Lobato y otros activistas formaron un partido denominado Asociación Social-Demócrata Timorense (ASDT, Associação Social-Democrata Timorense en portugués). Buscaban una rápida independencia de Portugal, mientras que otros partidos defendían el mantenimiento del vínculo colonial (con cierta autonomía), o una estrecha integración con Indonesia o Australia. Su primer secretario general fue Alarico Fernandes; siendo Justino Mota el vicesecretario general; como secretario de Asuntos Políticos, Mari Alkatiri, y como secretario de Relaciones Exteriores, José Ramos-Horta. El 11 de septiembre del mismo año la ASDT fue renombrada, pasando a llamarse Frente Revolucionario de Timor Oriental Independiente (Frente Revolucionária de Timor-Leste Independente, FRETILIN).

### Lucha por la independencia contra Portugal
En las elecciones municipales realizadas a mediados de 1975 los candidatos de la ASDT/FRETILIN ganaron con más del 55% de los votos. El segundo lugar quedó para los candidatos de la Unión Democrática Timorense (UDT), partido que mantenía estrechos lazos con Lisboa; y el tercer lugar fue para la Asociación Popular Democrática Timorense (APODETI), que defendía la integración de Timor Oriental en Indonesia. El resultado de la elección fue cuestionado por los partidos derrotados, que inmediatamente entraron en conflicto con el partido vencedor. El conflicto estalló en agosto y duró hasta diciembre de 1975, con el FRETILIN capturando o expulsando a todos los opositores del territorio. Durante estos conflictos se constituyó el brazo armado del partido, las Fuerzas Armadas de Liberación Nacional de Timor Oriental (FALINTIL), que años más tarde (después de la independencia de Indonesia) se convirtió en la base de las Fuerzas de Defensa de Timor Oriental.
Tras la declaración de independencia de Timor Oriental con respecto a Portugal en 1975, Francisco Xavier do Amaral fue proclamado presidente de forma efímera, para ser sustituido por Nicolau dos Reis Lobato, quien fue nombrado originalmente como primer ministro. Ambos políticos eran líderes del FRETILIN.
En noviembre de 1975, cuando Timor Oriental declaró su independencia de Portugal, el FRETILIN recibió un apoyo masivo de la población para que asumiese el poder en la antigua colonia. Australia e Indonesia acusaron al FRETILIN de ser comunista (o marxista), por tener un programa con fuertes tendencias colectivistas. Además de esto, el nombre del FRETILIN sonaba semejante al del movimiento marxista-leninista FRELIMO, de Mozambique. La desconfianza de las principales potencias regionales empujó al FRETILIN hacia el campo marxista - que acabó por apoyar al movimiento. La escalada de la Guerra Fría llevó a EE. UU. y Australia a dar apoyo a la fatídica invasión y ocupación indonesia sobre los territorios de Timor, ocurrida pocos días después de la proclamación de la independencia.

### Lucha contra la ocupación indonesia

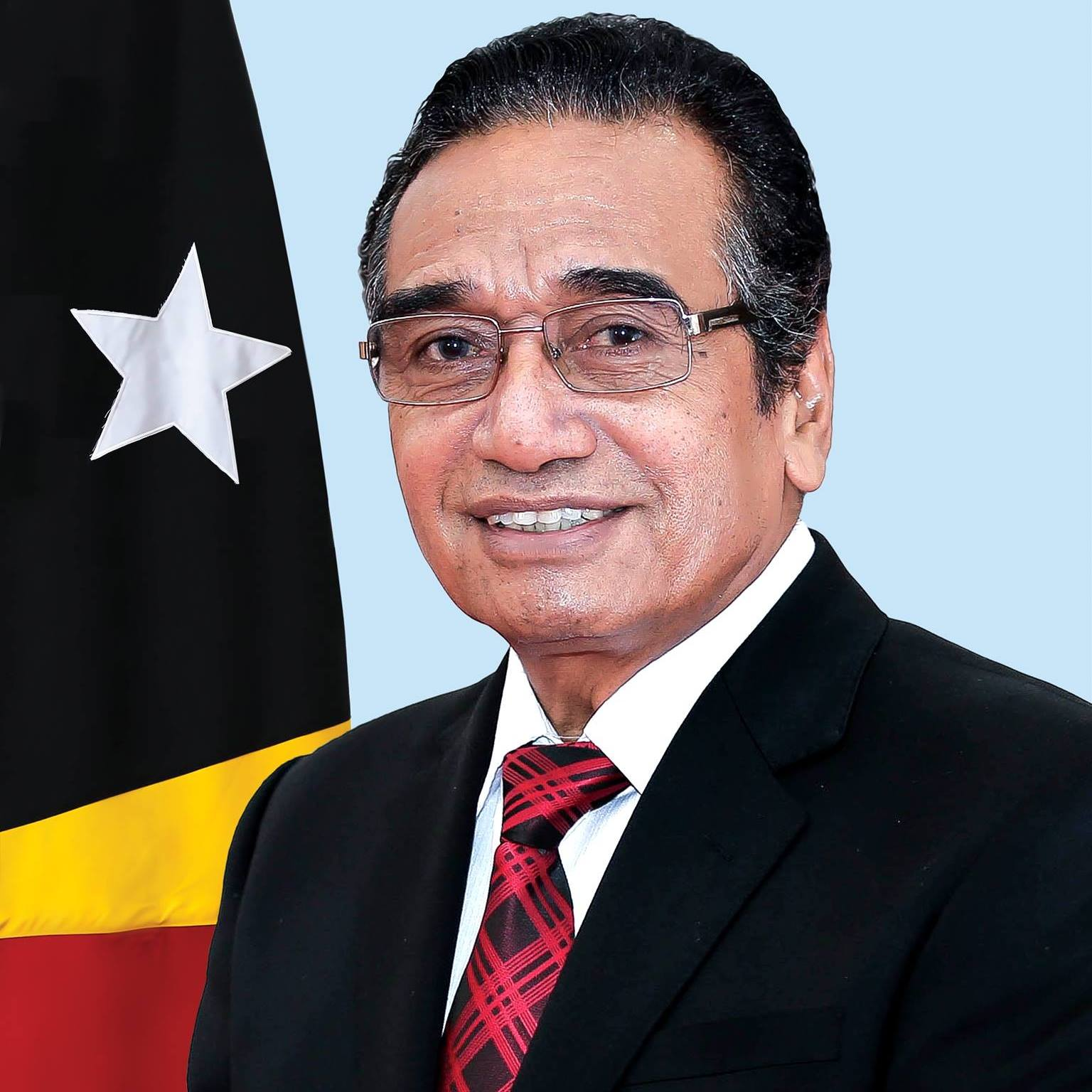
Francisco Guterres, actual líder de Fretilin y presidente de Timor Oriental desde 2017 hasta 2022.

El FRETILIN, con apoyo del bloque comunista, consiguió mantener grandes porciones del territorio timorense libres de la ocupación de Indonesia hasta 1979. Entre tanto la dificultad de conseguir munición y el aislamiento cada vez mayor enfrentado por el bloqueo de la triple alianza Indonesia-EE. UU.-Australia expulsó al movimiento de las áreas remotas de Timor. Después de 1979 la resistencia se tornó puntual, y pasó a utilizar el sabotaje contra Indonesia.
En 1981 la Conferencia Nacional del FRETILIN fue realizada secretamente en Lacluta. En esta conferencia Xanana Gusmão fue elegido jefe del brazo armado del grupo, el FALINTIL. Bajo su liderazgo el movimiento construyó núcleos secretos de resistencia en todo Timor Timur, con el objetivo de atacar órganos e instalaciones indonesias. Gusmão coordinó la lucha hasta que fue encarcelado en 1992 en una operación que contó con 40.000 soldados indonesios.
El 31 de marzo de 1986 fue creada la alianza Convergencia Nacional Timorense (CNT), compuesta por los partidos UDT, FRETILIN, Klibur Oan Timor Aswain (Kota) y el Partido Laborista Timorense (PT). Esta alianza tenía la intención de coordinar conjuntamente la lucha por Timor, todavía muy fragmentada. No obstante, las divisiones internas en la CNT obligaron a que se disolviera muy pronto.

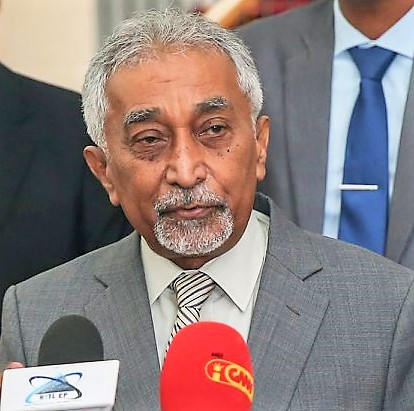
Mari Alkatiri, secretario general del Fretilin.

El 20 de agosto de 1987 Gusmão convirtió al FALINTIL en un ejército regular para la resistencia timorense. En la práctica esto significaba que la FALINTIL dejaba de estar exclusivamente ligada al FRETILIN. Había a partir de entonces un reclutamiento regular para nuevos cuadros del antiguo brazo armado del partido.
En una convención en 1988 fue finalmente establecido que Gusmão y José Ramos-Horta (portavoz del Gobierno timorense en el exilio y representante en la ONU) liderarían una nueva alianza suprapartidista por la independencia, el Consejo Nacional de Resistencia Maubere (CNRM). Esta alianza fue posteriormente renombrada, pasando a llamarse Consejo Nacional de Resistencia Timorense (CNRT). Xanana Gusmão fue elegido presidente del CNRM, renunciado entonces a sus funciones en el FRETILIN, para no ser considerado tendencioso. Lo mismo hizo Ramos-Horta. La FALINTIL, que ya trabajaba desde el año anterior de forma más independiente, fue colocada bajo los auspicios del CNRM.
La renuncia del dictador indonesio Suharto en mayo de 1998 permitió el inicio de las negociaciones para resolver la cuestión de Timor Oriental. Francisco Guterres (Lu Olo) fue designado por el FRETILIN para representar al partido en la Reunión Extraordinaria Nacional, celebrada entre el 15 y el 20 de agosto de ese mismo año en Sídney, Australia. En esta reunión se trazaron los primeros pasos rumbo a la independencia de Timor Oriental. Ese mismo año Guterres fue elegido coordinador general del Consejo Presidencial del FRETILIN, ahora el más alto cargo en el partido.
El 30 de agosto de 1999 los timorenses votaron en un referéndum donde el 78,5% de la población optó por la independencia de Timor Oriental respecto a Indonesia. Antes y después del referéndum hubo masacres y expulsiones por milicias pro-indonesias y por militares indonesios. Una fuerza de paz internacional bajo liderazgo de Australia desembarcó para poner fin a los conflictos. Entre 1999 y 2002 Timor Oriental estuvo bajo administración de la ONU.
En mayo del año 2000, la Conferencia General del FRETILIN en Dili reunió a 1.250 delegados de todo Timor Oriental y de todos los países donde había exiliados timorenses. En el Congreso Extraordinario del partido en julio de 2001, Francisco Guterres fue reelegido presidente del partido, siendo Mari Alkatiri escogido como secretario general.
El Congreso del CNRT en agosto del año 2000 trajo nuevos partidos a la coalición, entre ellos el Partido Socialista de Timor, la CDU y el PSD. Incluso los viejos partidos, como Kota o el pro-indonesio APODETI, se integraron en el CNRT. Tras este Congreso el FRETILIN dejó el CNRT, justificando que la alianza ya no les representaba ideológicamente. Además de esto el FRETILIN quería disputar las primeras elecciones libres de forma independiente.
El 30 de agosto de 2001 fueron celebradas las primeras elecciones libres de Timor Oriental. El FRETILIN ganó con el 57,37% de los votos y se convirtió en la mayor fuerza del Parlamento. Timor Oriental finalmente se proclamó independiente el 20 de mayo de 2002. El FRETILIN se quedó con 55 escaños en una Asamblea de 88 parlamentarios, quedándose sin la mayoría de dos tercios que esperaba para dirigir la elaboración de una Constitución nacional.

### Post-independencia y gobierno
El secretario general del partido, Mari Alkatiri, fue primer ministro de Timor Oriental entre 2002 y 2006. Tras la inestabilidad política sucedida en 2006 fue obligado a dimitir junto a dos de sus ministros. José Ramos-Horta sucedió a Alkatiri como primer ministro; más tarde, como el presidente Xanana Gusmão en 1988, dejó el FRETILIN para tomar una posición políticamente neutral.

## Resultados electorales

### Elecciones presidenciales
|  | 27.89 % |

|  | 30.82 % |

|  | 28.76 % |

|  | 38.77 % |

|  | 57.08 % |

|  | 22.13 % |

|  | 37.90 % |

### Elecciones parlamentarias
|  | 57.37 % |

|  | 29.02 % |

|  | 29.87 % |

|  | 29.66 % |

|  | 34.20 % |

|  | 25.75 % |